# Гесден-Золдер
Гесден-Золдер — муніципалітет у бельгійській провінції Лімбург. Станом на 1 січня 2006 року населення муніципалітету становило 30 769 осіб. Площа — 53.23 км².
Гесден-Золдер було утворено в результаті злиття 1 січня 1977 року двох муніципалітетів: Гесден та Золдер.
Муніципалітет є домівкою для понад 2 000 іммігрантів з усього світу. Причиною цьому стала нині зачинена вугільна шахта, яка у 1960-их складала основу економіки муніципалітету.

## Пам'ятки
- Траса Терламен, колишня траса Формули 1, на якій проводилось Гран-прі Бельгії.
- Замок Мейланд — родовий маєток колишнього прем'єр-міністра Бельгії Бартелемі де Тьо де Мейланда. Нині будівлю займає школа мистецтв.
- De Veen — атлетичний стадіон.

## Видатні жителі
- Evil Superstars — рок-гурт
- Соня Клас — мер
- Люк Ніліс — футболіст